# Ariel Bension

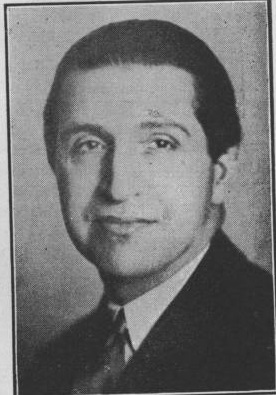
Ariel Bension (unbekannter Fotograf)

Ariel Bension, als Transliteration auch: Ben-Zion (geboren 7. Mai 1880 in Jerusalem, Osmanisches Reich; gestorben 9. November 1932 in Neuilly-sur-Seine) war ein jüdischer Schriftsteller.

## Leben
Ariel Bension war der „Sohn eines Großchachams einer marokkanischen Kabbalistensekte“ und ein Nachkomme des Abraham ben Samuel ibn Chasdai aus dem 13. Jahrhundert aus Barcelona. Bension hielt sich als junger Mann einige Zeit bei Verwandten in Algerien auf und ging dann zum Studium der Philosophie nach Deutschland und in die Schweiz. Er wurde an der Universität Bern promoviert. Bension war 1913 für ein Jahr Rabbiner in Bitola, das seit 1912 zu Serbien gehörte. Zurück in Palästina heiratete er Rahel Mizrahi und später in zweiter Ehe die aus Montreal stammende Ida Siegler. Sein Nachlass ging daher an die kanadische Verwandtschaft und von ihr an die Universität Alberta. Bension engagierte sich für den Zionismus und bereiste jüdische Gemeinden in Vorderasien und Asien, Nordafrika, Südamerika und Europa, wo er für die Unterstützung der jüdischen Besiedlung Palästinas warb. Er nahm am 11. Zionistischen Weltkongress in Wien und am 15. Weltkongress in Basel teil.
Auf Grund seiner historischen Arbeit über den Zohar wurde er zum (korrespondierenden) Mitglied der Real Academia de la Historia in Madrid ernannt.

## Schriften (Auswahl)

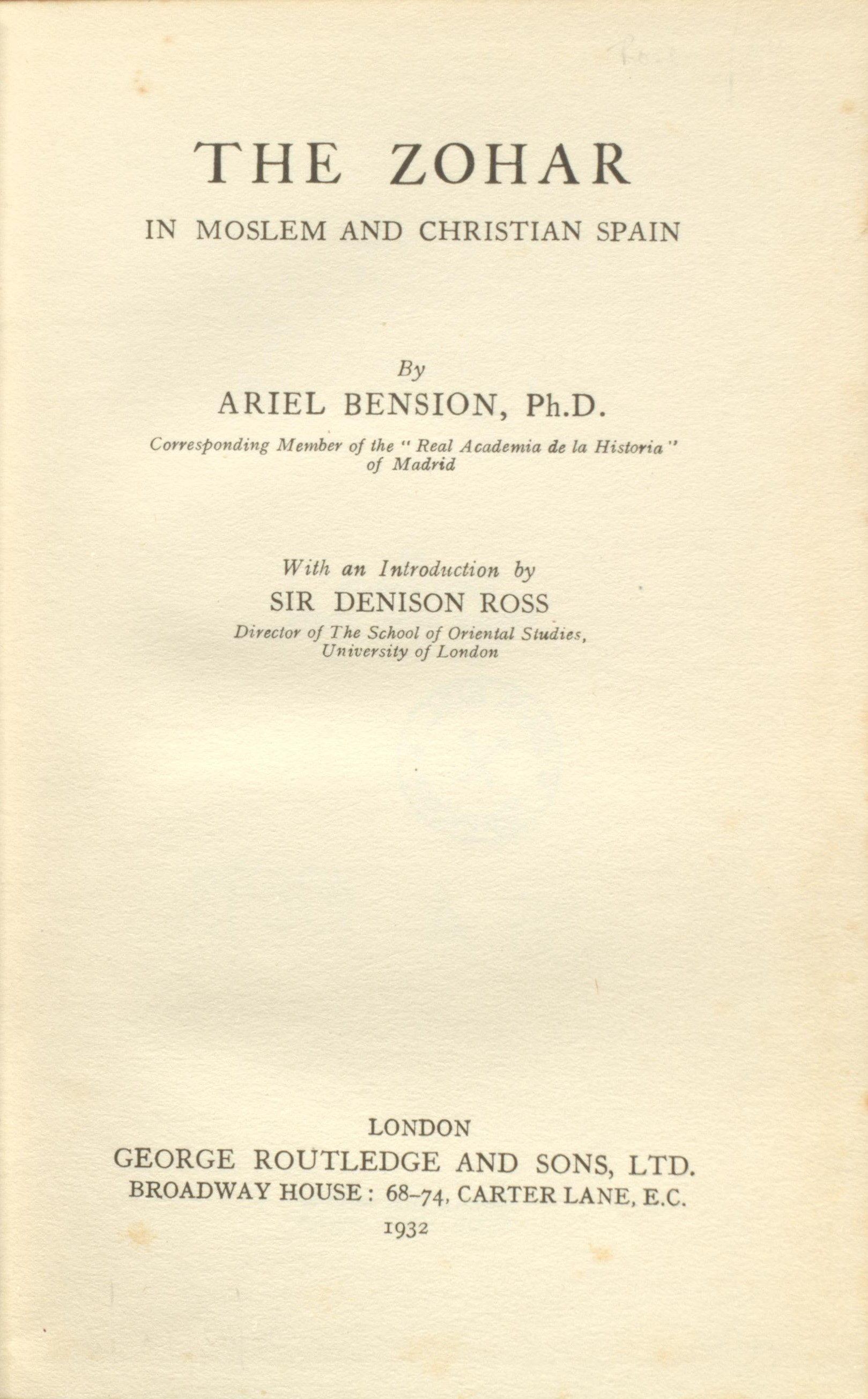
The Zohar (1932)

- Die Hochzeit des Todes. Übersetzung Eugen Hoeflich und andere. Die 6 Bilder und den Umschlag zeichnete Sascha Kronburg[4]. Tal, Leipzig 1920.
- The Jewish Renaissance in Eretz Israel. In: Canadian Jewish Chronicle, 6. März 1925
- Juifs et Arabes, Zeitungsartikel, 27. Februar 1931.
- The Zohar in Moslem and Christian Spain. Mit einem Vorwort von Denison Ross. Routledge, London 1932; Nachdruck 1974.